# Gabriel Delort de Puymalie
Gabriel Delort de Puymalie (né le 16 août 1727 à Uzerche en Corrèze et mort le 1er mars 1809 dans la même ville) est un homme politique français. 

## Biographie
Lieutenant de la sénéchaussée d'Uzerche, Gabriel Delort de Puymalie est élu député du tiers état aux États généraux de 1789 pour la sénéchaussée de Tulle et siège dans la majorité. Il devient, en 1800, juge au tribunal d'appel de Limoges, créé cette année-là dans le cadre de la réforme judiciaire mise en place par le Premier consul, Napoléon Bonaparte.